# La Folie
La Folie település Franciaországban, Calvados megyében. Lakosainak száma 107 fő (2022. január 1.). La Folie Bernesq, Bricqueville, Cartigny-l’Épinay, Saint-Marcouf, Sainte-Marguerite-d’Elle, Saint-Martin-de-Blagny és Isigny-sur-Mer községekkel határos.

## Népesség
A település népességének változása:
| Lakosok száma | 178  | 124  | 102  | 114  | 126  | 109  | 99   | 96   | 99   | 107  |
|               | 1968 | 1982 | 1990 | 2006 | 2013 | 2015 | 2017 | 2019 | 2020 | 2022 |